# Canton de Faverges-Seythenex
Le canton de Faverges-Seythenex, anciennement canton de Faverges, est une circonscription électorale française, située dans le département de la Haute-Savoie.
À la suite du redécoupage cantonal de 2014, le nombre est désormais porté à 27 communes. Avec la création de communes nouvelles, le nombre passe à 23 communes.

## Géographie
Le canton de Faverges-Seythenex se situe dans la partie sud-est du département de la Haute-Savoie. Jusqu'en 2014, le canton comprend le territoire des dix communes installée dans la vallée de Faverges, en limite avec le département voisin de la Savoie. Depuis la réforme, le canton s'est agrandi des communes de la rive droite du lac d'Annecy (une partie de l'ancien canton d'Annecy-le-Vieux, 7 communes), ainsi que des communes des vallées de Thônes, de Manigod, de Entremont, de La Clusaz et du Grand-Bornand (ancien canton de Thônes, 10 communes), situées dans les massifs préalpins des Bornes et des Aravis.

## Histoire administrative
Lors de l'annexion du duché de Savoie à la France révolutionnaire en 1792, le pays de Faverges est organisé en canton avec Faverges pour chef-lieu, en 1793, au sein du département du Mont-Blanc, dans le district d'Annecy,. Ce nouveau canton comptait sept communes, Chevaline, Cons, Faverges, Giez, Marlens, Saint-Ferréol et Seythenex, avec 5 704 habitants. Avec la réforme de 1800, le canton est maintenu dans le département du Mont-Blanc. Il est toutefois agrandi et compte désormais en 1801 neuf communes supplémentaires : Cohennoz, Doussard, Entrevernes, Héry-sur-Ugines, Marthod, Montmin, Outrechaise, La Thuile et Ugines, avec 12 143 habitants.
En 1814, puis 1815, le duché de Savoie retourne dans le giron de la maison de Savoie. Le canton français de Faverges devient dans la nouvelle organisation de 1816 un mandement sarde comprenant sept communes : Cons-Sainte-Colombe, Doussard, Faverges, Giez, Marlens, Saint-Ferréol et Settenex, au sein de la province du Genevois. Une nouvelle réforme de 1818 fait passer le mandement à dix communes avec l'ajout de Chevaline, Lathuile-en-Genevois et Montmin. En 1837, le mandement de Faverges garde son nombre de communes mais passe dans la province de la Haute-Savoie dans la division administrative de Chambéry.
Au lendemain de l'Annexion de 1860, le duché de Savoie est réunis à la France et retrouve une organisation cantonale, au sein du nouveau département de la Haute-Savoie (créé par décret impérial le 15 juin 1860). Le canton de Faverges est à nouveau créé autour de la ville de Faverges et les huit communes de l'ancien mandement. Ce nombre reste inchangé jusqu'à la réforme de 2014 où le nombre de communes passent à 27.
À la suite du décret du 5 mars 2020, le canton change de nom au profit de son bureau centralisateur, Faverges-Seythenex.

## Représentation

### Conseillers d'arrondissement (de 1861 à 1940)
| Période                                  | Période      | Identité             | Étiquette | Qualité |
| ---------------------------------------- | ------------ | -------------------- | --------- | --- |
| 1874                                     | 1888 (décès) | M. Cloppet-Bachollet |           | Maitre d'hôtel à Faverges                                                                                   |
|                                          |              |                      |           | |
| 1929                                     | 1940         | Jules Malfroid       | Radical   | Entrepreneur à Faverges                                                                                     |
| 1940                                     |              |                      |           | Les conseils d'arrondissement ont été suspendus par la loi du 12 octobre 1940 et n'ont jamais été réactivés |
| Les données manquantes sont à compléter. |              |                      |           | |

### Conseillers généraux de 1861 à 2015
| Période                                  | Période          | Identité                                 | Étiquette         | Qualité                                                                                      |
| ---------------------------------------- | ---------------- | ---------------------------------------- | ----------------- | -------------------------------------------------------------------------------------------- |
| 1861                                     | 1864             | Maurice Blanc                            |                   | Ancien syndic de Faverges (1854-1859)                                                        |
| 1864                                     | 1871             | Baron Jules Blanc                        |                   | Fils du baron Nicolas Blanc, maire de Faverges (1860 -1862)                                  |
| 1871                                     | 1873 (décès)     | François Calligé                         |                   | Docteur, maire de Faverges                                                                   |
| 1873                                     | 1874             | Victor Neyret                            | Républicain       | Docteur à Faverges                                                                           |
| 1874                                     | 1904             | Comte Charles-Albert de Chevron Villette | Conservateur      | Fils du comte Théophile-Victor de Chevron Villette, ancien député sarde Propriétaire à Giez. |
| 1904                                     | 1907 (démission) | Gabriel Perret                           | Républicain       | Maire de Faverges (1904 -1907)                                                               |
| 1907                                     | 1918 (décès)     | Jules Panisset                           | Rad.              | Maire de Saint-Ferréol                                                                       |
| 1919                                     | 1940             | Joseph Mouthon                           | RG                | Médecin, Conseiller municipal de Faverges Nommé conseiller départemental en 1942             |
|                                          |                  |                                          |                   |                                                                                              |
| 1945                                     | 1955             | Henri Mermillod                          | MRP               | Quincaillier, maire-adjoint de Faverges                                                      |
| 1955                                     | 1961             | Marcel Piquand                           | Rad.ind.          | Maire de Faverges (1947-1965)                                                                |
| 1961                                     | 1979             | François Malfroid                        | Rad.ind. puis DVD | Vétérinaire, maire de Doussard (1959-1977)                                                   |
| 1979                                     | 1992             | André Suscillon                          | PS puis DVG       | Technicien aux aciéries d'Ugine                                                              |
| 1992                                     | 2015             | Pierre Losserand                         | RPR puis UMP      | Agent immobilier Maire de Faverges (2001 - 2008)                                             |
| Les données manquantes sont à compléter. |                  |                                          |                   |                                                                                              |

### Conseillers départementaux à partir de 2015
| Période élective | Période élective | Mandat | Mandat   | Identité                  | Nuance | Nuance | Qualité |
| ---------------- | ---------------- | ------ | -------- | ------------------------- | ------ | ------ | --- |
| 2015             | 2021             | 2015   | 2021     | Jean-Paul Amoudry         |        | MoDem  | Retraité Fonction Publique Territoriale Ancien Sénateur (1995-2014) Ancien conseiller général du canton de Thônes (1992-2015) Ancien maire de Serraval |
| 2015             | 2021             | 2015   | 2021     | Sylviane Rey              |        | LR     | Première-adjointe au Maire de Faverges-Seythenex (jusqu'en 2020)                                                                                       |
| 2021             | 2028             | 2021   | en cours | Marcel Cattaneo           |        | LR     | Ancien maire de Faverges-Seythenex |
| 2021             | 2028             | 2021   | en cours | Marie-Louise Donzel-Gonet |        | LR     | Agricultrice à La Clusaz, 4ème Vice-Présidente |

### Résultats détaillés

#### Élections de mars 2015
À l'issue du 1er tour des élections départementales de 2015, deux binômes sont en ballottage : Jean-Paul Amoudry et Sylviane Rey (DVD, 33,21 %) et Michèle Lutz et Lionel Tardy (UMP, 26,76 %). Le taux de participation est de 52,72 % (15 912 votants sur 30 183 inscrits) contre 45,4 % au niveau départemental et 50,17 % au niveau national.
Au second tour, Jean-Paul Amoudry et Sylviane Rey (DVD) sont élus avec 57,08 % des suffrages exprimés et un taux de participation de 47,18 % (7 150 voix pour 14 240 votants et 30 183 inscrits).

#### Élections de juin 2021
Le premier tour des élections départementales de 2021 est marqué par un très faible taux de participation (33,26 % au niveau national). Dans le canton de Faverges-Seythenex, ce taux de participation est de 33,81 % (10 534 votants sur 31 157 inscrits) contre 28,81 % au niveau départemental. À l'issue de ce premier tour, deux binômes sont en ballottage : Marcel Cattaneo et Marie-Louise Donzel-Gonet (LR, 31,72 %) et Gérard Fournier-Bidoz et Jeannie Tremblay-Guettet (Union à gauche avec des écologistes, 26,79 %).
Le second tour des élections est marqué une nouvelle fois par une abstention massive équivalente au premier tour. Les taux de participation sont de 34,36 % au niveau national, 29,17 % dans le département et 34,16 % dans le canton de Faverges-Seythenex. Marcel Cattaneo et Marie-Louise Donzel-Gonet (LR) sont élus avec 54,78 % des suffrages exprimés (5 374 voix pour 10 644 votants et 31 160 inscrits),,.

## Composition

### Composition de 1861 à 2015
Jusqu'en 2015, l'ancien canton comptait 10 communes correspondant aux communes de l'ancienne communauté de communes du pays de Faverges, devenue la communauté de communes des Sources du Lac d'Annecy regroupant 7 communes.
| Nom                  | Code Insee | Codepostal | Superficie (km2) | Population (dernière pop. légale) | Densité (hab./km2) |
| -------------------- | ---------- | ---------- | ---------------- | --------------------------------- | ------------------ |
| Faverges (chef-lieu) | 74123      | 74210      | 25,86            | 6 970 (2012)                      | 270                |
| Chevaline            | 74072      | 74210      | 14,16            | 206 (2012)                        | 15                 |
| Cons-Sainte-Colombe  | 74084      | 74210      | 3,47             | 368 (2012)                        | 106                |
| Doussard             | 74104      | 74210      | 20,14            | 3 573 (2012)                      | 177                |
| Giez                 | 74135      | 74210      | 12,65            | 555 (2012)                        | 44                 |
| Lathuile             | 74147      | 74210      | 8,76             | 982 (2012)                        | 112                |
| Marlens              | 74167      | 74210      | 15,23            | 885 (2012)                        | 58                 |
| Montmin              | 74187      | 74210      | 16,29            | 322 (2012)                        | 20                 |
| Saint-Ferréol        | 74234      | 74210      | 16,79            | 818 (2012)                        | 49                 |
| Seythenex            | 74270      | 74210      | 33,41            | 616 (2012)                        | 18                 |

### Composition depuis 2015
Lors du redécoupage de 2014, le canton comprenait vingt-sept communes entières.
À la suite de la création des communes nouvelles de Faverges-Seythenex, de Val de Chaise et de Talloires-Montmin au 1er janvier 2016, de Glières-Val-de-Borne au 1er janvier 2019, ainsi qu'au décret du 5 mars 2020 rattachant entièrement la commune nouvelle de Glières-Val-de-Borne au canton de Bonneville, le canton comprend désormais vingt-trois communes entières.
| Nom                                        | Code Insee | Intercommunalité               | Superficie (km2) | Population (dernière pop. légale) | Densité (hab./km2) | Modifier                                    |
| ------------------------------------------ | ---------- | ------------------------------ | ---------------- | --------------------------------- | ------------------ | ------------------------------------------- |
| Faverges-Seythenex (bureau centralisateur) | 74123      | CC des Sources du Lac d'Annecy | 59,27            | 7 540 (2022)                      | 127                | modifier les données · modifier les données |
| Alex                                       | 74003      | CC des Vallées de Thônes       | 17,02            | 1 125 (2022)                      | 66                 | modifier les données · modifier les données |
| La Balme-de-Thuy                           | 74027      | CC des Vallées de Thônes       | 17,79            | 457 (2022)                        | 26                 | modifier les données · modifier les données |
| Bluffy                                     | 74036      | CA Grand Annecy                | 3,74             | 398 (2022)                        | 106                | modifier les données · modifier les données |
| Le Bouchet-Mont-Charvin                    | 74045      | CC des Vallées de Thônes       | 18,52            | 249 (2022)                        | 13                 | modifier les données · modifier les données |
| Chevaline                                  | 74072      | CC des Sources du Lac d'Annecy | 14,16            | 182 (2022)                        | 13                 | modifier les données · modifier les données |
| Les Clefs                                  | 74079      | CC des Vallées de Thônes       | 18,47            | 704 (2022)                        | 38                 | modifier les données · modifier les données |
| La Clusaz                                  | 74080      | CC des Vallées de Thônes       | 40,62            | 1 663 (2022)                      | 41                 | modifier les données · modifier les données |
| Dingy-Saint-Clair                          | 74102      | CC des Vallées de Thônes       | 34,12            | 1 459 (2022)                      | 43                 | modifier les données · modifier les données |
| Doussard                                   | 74104      | CC des Sources du Lac d'Annecy | 20,14            | 3 688 (2022)                      | 183                | modifier les données · modifier les données |
| Giez                                       | 74135      | CC des Sources du Lac d'Annecy | 12,65            | 569 (2022)                        | 45                 | modifier les données · modifier les données |
| Le Grand-Bornand                           | 74136      | CC des Vallées de Thônes       | 61,42            | 2 054 (2022)                      | 33                 | modifier les données · modifier les données |
| Lathuile                                   | 74147      | CC des Sources du Lac d'Annecy | 8,76             | 1 076 (2022)                      | 123                | modifier les données · modifier les données |
| Manigod                                    | 74160      | CC des Vallées de Thônes       | 44,12            | 1 006 (2022)                      | 23                 | modifier les données · modifier les données |
| Menthon-Saint-Bernard                      | 74176      | CA Grand Annecy                | 4,51             | 1 889 (2022)                      | 419                | modifier les données · modifier les données |
| Saint-Ferréol                              | 74234      | CC des Sources du Lac d'Annecy | 16,79            | 882 (2022)                        | 53                 | modifier les données · modifier les données |
| Saint-Jean-de-Sixt                         | 74239      | CC des Vallées de Thônes       | 12,21            | 1 500 (2022)                      | 123                | modifier les données · modifier les données |
| Serraval                                   | 74265      | CC des Vallées de Thônes       | 19,73            | 745 (2022)                        | 38                 | modifier les données · modifier les données |
| Talloires-Montmin                          | 74275      | CA Grand Annecy                | 36,98            | 1 913 (2022)                      | 52                 | modifier les données · modifier les données |
| Thônes                                     | 74280      | CC des Vallées de Thônes       | 52,33            | 6 654 (2022)                      | 127                | modifier les données · modifier les données |
| Val de Chaise                              | 74167      | CC des Sources du Lac d'Annecy | 18,70            | 1 401 (2022)                      | 75                 | modifier les données · modifier les données |
| Veyrier-du-Lac                             | 74299      | CA Grand Annecy                | 8,21             | 2 308 (2022)                      | 281                | modifier les données · modifier les données |
| Les Villards-sur-Thônes                    | 74302      | CC des Vallées de Thônes       | 13,32            | 1 121 (2022)                      | 84                 | modifier les données · modifier les données |
| Canton de Faverges-Seythenex               | 7408       |                                | 553,58           | 40 583 (2022)                     | 73                 | modifier les données                        |

## Démographie

### Démographie avant 2015
| 1962  | 1968  | 1975  | 1982   | 1990   | 1999   | 2006   | 2011   | 2012   |
| ----- | ----- | ----- | ------ | ------ | ------ | ------ | ------ | ------ |
| 7 702 | 8 478 | 9 481 | 10 872 | 11 821 | 12 887 | 14 255 | 15 250 | 15 295 |

### Démographie depuis 2015
En 2022, le canton comptait 40 583 habitants, en évolution de −0,75 % par rapport à 2016 (Haute-Savoie : +6,01 %, France hors Mayotte : +2,11 %).
| 2013   | 2018   | 2022   |
| ------ | ------ | ------ |
| 40 268 | 40 882 | 40 583 |